# 別府市指定文化財一覧
別府市指定文化財一覧（べっぷししていぶんかざいいちらん）は、大分県別府市が指定（または登録、選択、選定）した文化財の一覧である。

## 有形文化財

### 建造物
- 後畑宝篋印塔（東山）
- 赤松石幢（赤松）
- 永正板碑（御幸 神和苑）
- 永享石幢（御幸 神和苑）
- 朝見大日種子板碑（朝見）
- 應永宝塔（上田の湯）
- 宝篋印塔（中島）
- 寛永キリシタン塔（東荘園）
- 古殿板碑（火売）
- 吉弘統幸墓（石垣西）
- 宗像掃部墓（南立石本町）
- 渡辺五郎右衛門墓（鶴見）
- 野口原五輪塔群（青山）
- 経堂内に包蔵する輪蔵 （亀川中央 西光寺）
- 松音寺の古塔（赤松）
- 別府市中央公民館（上田の湯）
- 東別府駅本屋（浜脇）

### 絵画
- 敷島武鑑帳（末広）

### 古文書
- 見地改書（朝見）
- 対岳楼教則（石垣東）
- 明礬関係史料（明礬）
- 別府・浜脇・田の口古地図（別府市立図書館）

### 彫刻
- 木彫阿弥陀立像（亀川中央 西光寺）

### 工芸品
- 太刀（大小拵）
- 刀（肥前忠吉）
- 脇差（山城国国包）
- 脇差（藤原行長）

### 考古
- 小児甕棺（別府市美術館）
- 塚原出土の須恵器（別府市美術館）

## 史跡
- 実相寺遺跡（春木）
- 照湯（小倉）
- 吉祥寺跡及開山塔（乙原）
- 千辛萬苦之場（上田の湯）

## 天然記念物
- 龍巻地獄（野田）
- 海門寺のクロマツ（北浜）